# جون غراهام
جون غراهام (بالإنجليزية: John Graham) (و. 1961 – م) هو عالم اقتصاد، من الولايات المتحدة الأمريكية، ولد في بومونت، تكساس.

## التعليم
تعلم في جامعة ديوك، وجامعة كومنولث فرجينيا، وكلية وليام أند ماري.

## جوائز
حصل على جوائز منها:
- Brattle Prize [الإنجليزية]‏ (2000).